# Lubow Gurina
Lubow Michajłowna Gurina (ros. Любовь Михайловна Гурина; ur. 6 sierpnia 1957 w Matuszkinie w obwodzie kirowskim) – rosyjska lekkoatletka specjalizująca się w biegach średniodystansowych, dwukrotna uczestniczka letnich igrzysk olimpijskich (Seul 1988, Barcelona 1992). Reprezentantka Związku Radzieckiego do 1991 roku.

## Sukcesy sportowe
- mistrzyni Związku Radzieckiego w biegu na 800 m – 1987[1]
- trzykrotna halowa mistrzyni Związku Radzieckiego w biegu na 800 m – 1982, 1983, 1991[2]
- mistrzyni Rosji w biegu na 800 m – 1993[3]
- rekordzistka świata w biegu sztafetowym 4 × 800 m (Moskwa 05/08/1984)[4][5]

| Rok  | Miasto    | Zawody                      | Konkurencja   | Wynik         |
| ---- | --------- | --------------------------- | ------------- | ------------- |
| 1983 | Helsinki  | mistrzostwa świata          | bieg na 800 m | srebrny medal |
| 1984 | Praga     | zawody Przyjaźń-84          | bieg na 800 m | 4. miejsce    |
| 1986 | Stuttgart | mistrzostwa Europy          | bieg na 800 m | brązowy medal |
| 1987 | Rzym      | mistrzostwa świata          | bieg na 800 m | brązowy medal |
| 1990 | Glasgow   | halowe mistrzostwa Europy   | bieg na 800 m | złoty medal   |
| 1991 | Sewilla   | halowe mistrzostwa świata   | bieg na 800 m | 4. miejsce    |
| 1991 | Barcelona | finał Grand Prix IAAF       | bieg na 800 m | 3. miejsce    |
| 1992 | Barcelona | letnie igrzyska olimpijskie | bieg na 800 m | 8. miejsce    |
| 1993 | Stuttgart | mistrzostwa świata          | bieg na 800 m | srebrny medal |
| 1993 | Londyn    | finał Grand Prix IAAF       | bieg na 800 m | 2. miejsce    |
| 1994 | Helsinki  | mistrzostwa Europy          | bieg na 800 m | złoty medal   |
| 1995 | Göteborg  | mistrzostwa świata          | bieg na 800 m | 7. miejsce    |

## Rekordy życiowe
- bieg na 600 metrów – 1:26,68 – Moskwa 24/02/1991
- bieg na 800 metrów – 1:55,56 – Rzym 31/08/1987
- bieg na 800 metrów (hala) – 1:59.21 – Moskwa 14/02/1990
- bieg na 1000 metrów – 2:32,97 – Villeneuve-d’Ascq 02/07/1993
- bieg na 1500 metrów – 4:02,47 – Monako 02/08/1994
- bieg na 1500 metrów (hala) – 4:11,19 – Moskwa 15/02/1987
- bieg na 1 milę – 4:29,44 – Monako 10/08/1996